# Chùa Hương (thơ)
Chùa Hương là một bài thơ của Nguyễn Nhược Pháp, in trong tập "Ngày xưa" vào năm 1935. Đây là bài thơ được xem là nhiều người biết đến nhất của Nguyễn Nhược Pháp và đã từng được phổ nhạc.

## Xuất xứ
Năm 1934, Nguyễn Vỹ và Nguyễn Nhược Pháp đi hội Chùa Hương cùng với hai cô nữ sinh. Đến rừng mơ, hai người gặp một bà cụ và một cô con gái tuổi đôi mươi, vừa lên chùa vừa niệm phật "Nam mô cứu khổ cứu nạn đại từ đại bi Quan Thế Âm Bồ Tát". Nguyễn Nhược Pháp đã bắt gặp cô trong tình trạng bối rối, ông đã gặp bắt chuyện với cô và hai cô gái đi chung cầm máy ảnh chụp lại, sau đó bỏ rơi hai người lúc nào không hay. Hai người phải ngủ nhờ hai mẹ con cô gái quê. Sau khi hai nhà văn quay trở về Hà Nội, hai cô đều phiền trách nhà văn Nguyễn Vỹ và ông, nhưng vẫn đưa lại cho ông một tấm ảnh ông chụp cùng với cô gái mặc áo the ấy.
Ban đầu, bài thơ được đề tên là "Cô gái chùa Hương". Tuy nhiên, sau khi được in trong tập "Ngày xưa", bài thơ chỉ còn hai chữ "Chùa Hương". Ở đầu bài thơ, ông đã ghi như sau.
Thiên ký sự của cô bé ngày xưa.

Sau đó, ở cuối bài thơ, ông còn viết thêm một đoạn tái bút.
Thiên ký sự đến đây là hết. Tôi tin rồi hai người sẽ lấy nhau, vì không lấy được nhau thì cô gái còn viết nhiều. Lấy nhau rồi là hết chuyện.

Bài thơ bao gồm 34 khổ và 170 câu. (có nguồn nói gồm 136 câu.)

## Chuyển thể
Bài hát đã được hai nhạc sĩ Trần Văn Khê và Trung Đức lần lượt phổ nhạc.

### Đi chơi chùa Hương
Năm 1945, Trần Văn Khê phổ nhạc bài thơ "Chùa Hương" thành bài "Đi chơi chùa Hương". Tuy nhiên, bài hát này rất dài và khó hát, xen lẫn hát, nói và ngâm thơ. Ca sĩ Mộc Lan là người trình bày thành công và được khán giả mến mộ.

### Em đi chùa Hương
Năm 1980, Trung Đức đã phổ nhạc cho bài hát này, khiến bài hát này đã được nhiều người biết đến hơn. Bài hát đã được nhiều ca sĩ trong nước lẫn hải ngoại trình diễn, như Ái Vân, Quang Lê, Thanh Lan, Ái Xuân và Hồng Vân. Theo nhạc sĩ Trung Đức, ban đầu bài hát để tên tác giả là Trần Văn Khê vì ông nghĩ rằng mình chỉ là ca sĩ, sáng tác thì sẽ không ai tin. Sau này, tên tác giả được trả về như cũ. Đồng thời, một số người đã nhầm lẫn giữa hai bài phổ nhạc của Trung Đức và Trần Văn Khê.

#### Xuất hiện trong các đại nhạc hội

##### Paris By Night
- Ái Vân – Paris By Night 15
- Tú Quyên - Thanh Trúc – Paris By Night 91
- 16 nữ ca sĩ – Paris By Night 109

##### ASIA
- Tâm Đoan – Asia 67

## Nhận xét
Nhà thơ Anh Ngọc nhận xét rằng, đây là một bài thơ có nhiều chi tiết và câu chữ thần tình, là một bài thơ kể chuyện và tất cả đều được nhìn qua đôi mắt của người kể chuyện, là cái nhìn hồn nhiên, ngơ ngác của người lần đầu đi chơi xa. Thành Nguyễn – một nhà báo của báo Khánh Hòa nhận xét rằng, bài thơ Chùa Hương vượt qua việc miêu tả nét đẹp truyền thống với dải yếm đào, quần lĩnh, áo the mới, nón quai thao, đôi hài cong..., Chùa Hương được nhiều người nhớ đến một ký sự du xuân gắn liền với mối tình e ấp của nàng thiếu nữ mới lớn. Nhà báo Phạm Khải đã nhận xét rằng, với độ dài lên tới 136 câu là một dịp để tác giả thể hiện cái tài kể chuyện duyên dáng và dí dỏm, là bài thơ ngũ ngôn dài nhất trong số những bài ngũ ngôn được ghi nhận là hay của các nhà thơ mới.